# Oreste Barale
Pour les articles homonymes, voir Barale.
Oreste Barale, plus connu sous le nom de Barale III (né le 4 octobre 1904 à Pezzana Vercellese dans la province de Verceil et mort le 18 février 1983 à Alexandrie), était un joueur et entraîneur de football italien.

## Palmarès
Juventus
- Championnat d'Italie (2) :
  - Champion : 1925-26 et 1930-31.